# Bankkrisen i Finland
Bankkrisen i Finland var en kris som drabbade den finländska bankvärlden i början av 1990-talet. Den egentliga krisen inföll åren 1991–1993 och sammanföll med en ekonomisk recession som var den kraftigaste som drabbat något västligt industriland.
Bankkrisen sägs officiellt ha börjat den 19 september 1991, då Finlands centralbank Finlands Bank övertog de finländska sparbankernas dåvarande centralbank Skopbank. Då hade Finlands Bank redan pumpat in 16,2 miljarder finska mark i den krisdrabbade banken.

## Bakgrund
Den finländska banksektorn var länge sluten. Efter att regleringen av finansmarknaden hade avskaffats under 1980-talet, inledde bankerna en enorm och stundvis okontrollerad kreditexpansion. De nya reglerna gjorde det också möjligt för företag och hushåll att uppta utländska krediter, vilket ledde till att många ökade sin skuldsättning rejält.
Lagstiftningen hängde inte med i den snabba utvecklingen, vilket ledde till att bankväsendet hade ett dominerande inflytande. Trots att många ekonomiska experter varnade för att en bankkris var nära började den politiska ledningen och Finlands Bank vidta åtgärder först 1992.
När den ekonomiska depressionen drabbade Finland blev bankernas situation snabbt ohållbar. Finland devalverade hösten 1991, vilket ledde till att de utländska krediterna blev dyrare. Då problemen var som störst uppgick bankernas kreditförluster till drygt 20 miljarder mark. Till slut kunde bankerna inte klara sig utan bistånd från staten.

## Följder
Ett statligt bankstöd började utbetalas 1993, och fram till den 15 maj 1996 hade 50,8 miljarder mark lagts ned på att rädda bankväsendet. Det är nästan tre gånger den summa Finland erlade i krigsskadestånd till Sovjetunionen efter andra världskriget (18 miljarder mark).
Bankkrisen ledde till 300 000 personer blev överskuldsatta i Finland och en del av dem aldrig kom på fötter igen.